# 公立大学法人大阪
公立大学法人大阪（こうりつだいがくほうじんおおさか、英: University Public Corporation Osaka）は、日本の公立大学法人。

## 概要
総務大臣及び文部科学大臣の認可を受け、大阪府及び大阪市が設立団体となって発足した「特定地方独立行政法人以外の地方独立行政法人」である。大阪府立大学、大阪市立大学、大阪公立大学及び大阪公立大学工業高等専門学校の設置者であり、大学と高等専門学校を管理・運営している。
2022年（令和4年）4月に大阪公立大学を開設したが、先に2019年から移管し運営する大阪府立大学と大阪市立大学については、その在学生が卒業・修了等するまでの間存続するため、当面は3大学を管理・運営する。また、同じ2022年4月には大阪府立大学工業高等専門学校を大阪公立大学工業高等専門学校と改めた。
2025年（令和7年）に大阪城公園駅の東側付近（森之宮検車場の跡地など）にメインキャンパスとなる森之宮キャンパスを開設する予定。

## 沿革
- 2019年（平成31年）04月01日 - 公立大学法人大阪府立大学と公立大学法人大阪市立大学が統合（新設合併）し、公立大学法人大阪が発足。
- 2020年（令和02年）10月22日 - 大阪公立大学の設置認可申請を提出[8]。
- 2021年（令和03年）08月27日 - 文部科学大臣が大阪公立大学の設置を認可[9][10]。
- 2022年（令和04年）04月01日 - 大阪公立大学を開学[11]。

## 設置している学校

### 大学
- 大阪公立大学
- 大阪府立大学
- 大阪市立大学

### 高等専門学校
- 大阪公立大学工業高等専門学校

## 大阪公立大学設置までの経緯
2019年4月に公立大学法人大阪が設立された後、『新大学基本構想』において、大阪府立大学と大阪市立大学を統合して2022年度に新大学として開学することがまとめられた。新大学の名称は「大阪公立大学」「公立大学大阪」「大阪総合大学」の3案が提示され、その後、2020年6月26日に「大阪公立大学」となることが決まった。2020年10月に本法人が「大阪公立大学」設置認可申請を行ったのに対し、2021年8月27日付けで文部科学大臣から認可が発せられた。
なお、過去に大阪公立大学の英語表記として発表されていた「University of Osaka」に対しては、大阪大学の英語表記である「Osaka University」との混同が指摘されていたため、遺憾を示した大阪大学側と協議を進めた結果、2021年3月12日に大阪公立大学の英語名称を正式に「Osaka Metropolitan University」とすることが発表された。
過去に発表されていた英語名称に関して、大阪大学学長の西尾章治郎は「学生に大きな混乱を招き、世界にはばたく両大学の未来にとって非常に大きな障害となる」としており、阪大側との意見交換を行うことなく今回の決定がなされたことに対して批判的な見解を示した。
現代システム科学域、文学部、法学部、経済学部、商学部、理学部、工学部、農学部、獣医学部、医学部、看護学部、生活科学部、現代システム科学研究科、文学研究科、法学研究科(法科大学院も含む)、経済学研究科、経営学研究科、理学研究科、工学研究科、農学研究科、獣医学研究科、医学研究科、リハビリテーション学研究科、看護学研究科、生活科学研究科、都市経営研究科、情報学研究科の11学部1学域・15研究科を設置、学部入学定員は約2,900人を予定しており、全体の学生数は約1万6000人となる見通しである。これは公立大学としては全国で最も規模が大きく、国公立大学全体では大阪大学・東京大学に次ぐ全国3位の規模となる。
また、医学部・獣医学部・法科大学院が設置されている国公立大学として、国内では北海道大学・東京大学に次いで3校目となる。
。

## 役員体制
2023年4月1日時点＜主な出典：＞
| 役職（担当）                                                               | 氏名        | 備考（現職等）                                              |
| -------------------------------------------------------------------------- | ----------- | ----------------------------------------------------------- |
| 理事長                                                                     | 福島 伸一   | 株式会社大阪国際会議場 前 代表取締役社長                    |
| 副理事長 （大学総括）                                                      | 辰巳砂 昌弘 | 大阪公立大学学長                                            |
| 理事 （総務、人事、企画、広報担当）                                        | 酒井 隆行   | 元 大阪府教育長                                             |
| 理事 （財務、ファンド・渉外・同窓会、 施設整備、ダイバーシティ、高専担当） | 東山 潔     | 元 大阪市財政局長                                           |
| 理事 （研究戦略・国際戦略、 イノベーション・アカデミー担当）               | 櫻木 弘之   | 大阪公立大学副学長                                          |
| 理事 （教育戦略・情報戦略担当）                                            | 高橋 哲也   | 大阪公立大学副学長                                          |
| 理事 （病院経営担当）                                                      | 中村 博亮   | 大阪公立大学医学部附属病院長                                |
| 理事（非常勤）                                                             | 宮部 義幸   | パナソニックホールディングス 株式会社取締役兼副社長執行役員 |
| 理事（非常勤）                                                             | 帯野 久美子 | 株式会社インターアクト・ジャパン 代表取締役                 |
| 理事（非常勤）                                                             | 生駒 京子   | 株式会社プロアシスト 代表取締役社長                         |
| 理事（非常勤）                                                             | 藤沢 久美   | 国際社会経済研究所理事長                                    |
| 監事（非常勤）                                                             | 西田 正吾   | 大阪大学名誉教授                                            |
| 監事（非常勤）                                                             | 白井 弘     | 公認会計士                                                  |

## 歴代理事長
- 西澤良記 (2019年4月1日 - 2023年3月31日)[18]
- 福島伸一 (2023年4月1日 - 現任)[18]